# 青城镇 (榆中县)
青城镇，是中华人民共和国甘肃省兰州市榆中县下辖的一个乡镇级行政单位。

## 行政区划
青城镇下辖以下地区：
青城村、苇茨湾村、城河村、新民村、瓦窑村、红岘村、改地村、上坪村、下坪村、东滩村、红湾村、大园子村、建亭村和三合村。

## 中国传统村落
2012年，城河村被评为首批“中国传统村落”。